# Canton de Saint-Philbert-de-Grand-Lieu
Le canton de Saint-Philbert-de-Grand-Lieu est une circonscription électorale française située dans le département de la Loire-Atlantique (région Pays de la Loire).

## Histoire
Par décret du 25 février 2014, le nombre de cantons du département est divisé par deux, avec mise en application aux élections départementales de mars 2015. Le canton de Saint-Philbert-de-Grand-Lieu est conservé et s'agrandit. Il passe de 5 à 12 communes.

## Représentation

### Conseillers d'arrondissement (de 1833 à 1940)
| Période                                  | Période | Identité                     | Étiquette          | Qualité |
| ---------------------------------------- | ------- | ---------------------------- | ------------------ | --- |
| 1895                                     | 1907    | Norbert Lallié               | Libéral catholique | Homme de lettres, journaliste                                                                               |
| 1907                                     | 1940    | Joseph Hervouet de La Robrie | Conservateur       | Propriétaire, maire de Saint-Philbert-de-Grand-Lieu                                                         |
| 1940                                     |         |                              |                    | Les conseils d'arrondissement ont été suspendus par la loi du 12 octobre 1940 et n'ont jamais été réactivés |
| Les données manquantes sont à compléter. |         |                              |                    | |

### Conseillers généraux de 1833 à 2015
| Période | Période      | Identité                               | Étiquette      | Qualité |
| ------- | ------------ | -------------------------------------- | -------------- | --- |
| 1833    | 1842         | Félix Jamont fils                      |                | Maire (1832-1834) et juge de paix de Saint-Philbert-de-Grand-Lieu |
| 1842    | 1848         | Joseph Mounier                         |                | Maire de Saint-Philbert-de-Grand-Lieu |
| 1848    | 1852         | Comte Hippolyte de Cornulier-Lucinière | Extrême-droite | Militaire, député (1871-1875), sénateur inamovible (1875-1886) Propriétaire du Domaine des Bretaudières à Saint-Philbert-de-Grand-Lieu Conseiller municipal de Nantes |
| 1852    | 1871         | Prosper Roy                            |                | Négociant, Président du Tribunal de commerce, conseiller municipal de Nantes                                                                                          |
| 1871    | 1889 (décès) | Félix Platel                           |                | Avocat et journaliste, chroniqueur au Figaro |
| 1889    | 1910         | Ludovic Cormerais                      | Droite         | Maire de Saint-Philbert-de-Grand-Lieu (1895-1910) |
| 1910    | 1923 (décès) | Marquis Henri de Marnière de Guer      | Conservateur   | Maire de Saint-Philbert-de-Grand-Lieu (1910-1923) |
| 1923    | 1940         | Norbert Fleury                         | Conservateur   | Propriétaire à Nantes Maire de Saint-Colombin Nommé conseiller départemental en 1943                                                                                  |
|         |              |                                        |                | |
| 1945    | 1961         | Pierre Hervouet de La Robrie           | PRL puis DVD   | Maire de Saint-Philbert-de-Grand-Lieu |
| 1961    | 1979         | Gustave Pennetier                      | DVD            | Notaire, maire de Saint-Philbert-de-Grand-Lieu (1959-1971) |
| 1979    | 1998         | Claude Vincendeau                      | DVD            | Chef d'entreprise Maire de Saint-Philbert-de-Grand-Lieu (1971-1995)                                                                                                   |
| 1998    | 2015         | Stéphan Beaugé                         | DVD puis UMP   | Enseignant, ancien assistant parlementaire Conseiller municipal de Saint-Philbert-de-Grand-Lieu depuis 2001 Député suppléant de Philippe Boënnec                      |

### Représentation à partir de 2015
| Période élective | Période élective | Mandat | Mandat   | Identité         | Nuance | Nuance | Qualité                                                                              |
| ---------------- | ---------------- | ------ | -------- | ---------------- | ------ | ------ | ------------------------------------------------------------------------------------ |
| 2015             | 2021             | 2015   | 2021     | Stephan Beaugé   |        | LR     | Cadre territorial Maire de Saint-Philbert-de-Grand-Lieu (depuis 2014)                |
| 2015             | 2021             | 2015   | 2021     | Karine Paviza    |        | DVD    | Comptable Maire de Geneston (depuis 2014)                                            |
| 2021             | 2028             | 2021   | en cours | Yannick Fétiveau |        | DVD    | Professeur d'éducation physique et sportive Maire de Pont-Saint-Martin (depuis 2014) |
| 2021             | 2028             | 2021   | en cours | Karine Paviza    |        | DVD    | Comptable Maire de Geneston (depuis 2014)                                            |

### Résultats détaillés

#### Élections de mars 2015
À l'issue du 1er tour des élections départementales de 2015, deux binômes sont en ballottage : Stephan Beauge et Karine Paviza (Union de la Droite, 41,02 %) et Claude Naud et Stéphanie Neuville-Bernier (DVG, 38,96 %). Le taux de participation est de 53,32 % (17 770 votants sur 33 329 inscrits) contre 50,7 % au niveau départemental et 50,17 % au niveau national.
Au second tour, Stephan Beauge et Karine Paviza (Union de la Droite) sont élus avec 53,67 % des suffrages exprimés et un taux de participation de 51,66 % (8 666 voix pour 17 216 votants et 33 325 inscrits).

#### Élections de juin 2021
Le premier tour des élections départementales de 2021 est marqué par un très faible taux de participation (33,26 % au niveau national). Dans le canton de Saint-Philbert-de-Grand-Lieu, ce taux de participation est de 30,53 % (11 165 votants sur 36 570 inscrits) contre 31,09 % au niveau départemental. À l'issue de ce premier tour, deux binômes sont en ballottage : Stephan Beaugé et Karine Gaboriau (DVD, 32,19 %) et Yannick Fetiveau et Karine Paviza (Divers, 25,57 %).
Le second tour des élections est marqué une nouvelle fois par une abstention massive équivalente au premier tour. Les taux de participation sont de 34,36 % au niveau national, 32,4 % dans le département et 31,53 % dans le canton de Saint-Philbert-de-Grand-Lieu. Yannick Fetiveau et Karine Paviza (Divers) sont élus avec 51,27 % des suffrages exprimés (5 440 voix pour 11 534 votants et 36 576 inscrits),,. 

## Composition

### Composition avant 2015
Le canton regroupait cinq communes.
| Nom                                      | Code Insee | Codepostal | Superficie (km2) | Population (dernière pop. légale) | Densité (hab./km2) |
| ---------------------------------------- | ---------- | ---------- | ---------------- | --------------------------------- | ------------------ |

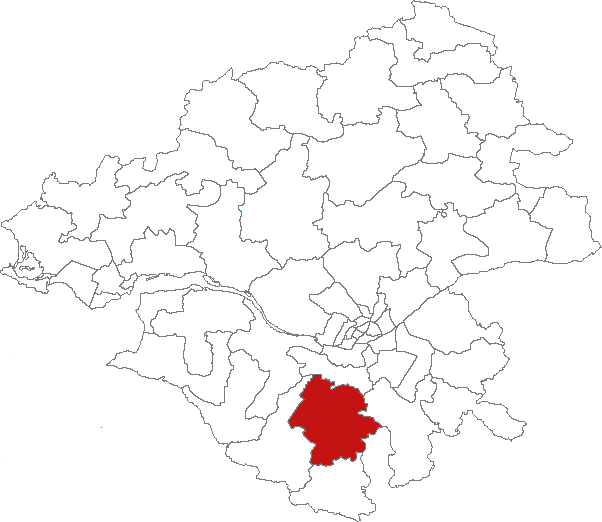
Situation du canton de Saint-Philbert-de-Grand-Lieu dans le département de la Loire-Atlantique avant 2015.

| Saint-Philbert-de-Grand-Lieu (chef-lieu) | 44188      | 44310      | 58,81            | 8 434 (2012)                      | 143                |
| La Chevrolière                           | 44041      | 44118      | 32,56            | 5 164 (2012)                      | 159                |
| La Limouzinière                          | 44083      | 44310      | 29,54            | 2 231 (2012)                      | 76                 |
| Saint-Colomban                           | 44155      | 44310      | 35,72            | 3 191 (2012)                      | 89                 |
| Saint-Lumine-de-Coutais                  | 44174      | 44310      | 17,64            | 1 969 (2012)                      | 112                |

### Composition depuis 2015
Le canton de Saint-Philbert-de-Grand-Lieu comprend douze communes.
| Nom                                                  | Code Insee | Intercommunalité       | Superficie (km2) | Population (dernière pop. légale) | Densité (hab./km2) | Modifier                                    |
| ---------------------------------------------------- | ---------- | ---------------------- | ---------------- | --------------------------------- | ------------------ | ------------------------------------------- |
| Saint-Philbert-de-Grand-Lieu (bureau centralisateur) | 44188      | CC de Grand Lieu       | 58,81            | 9 392 (2022)                      | 160                | modifier les données · modifier les données |
| Le Bignon                                            | 44014      | CC de Grand Lieu       | 27,54            | 3 967 (2022)                      | 144                | modifier les données · modifier les données |
| La Chevrolière                                       | 44041      | CC de Grand Lieu       | 32,56            | 6 342 (2022)                      | 195                | modifier les données · modifier les données |
| Corcoué-sur-Logne                                    | 44156      | CC Sud Retz Atlantique | 50,39            | 3 209 (2022)                      | 64                 | modifier les données · modifier les données |
| Geneston                                             | 44223      | CC de Grand Lieu       | 8,04             | 3 691 (2022)                      | 459                | modifier les données · modifier les données |
| Legé                                                 | 44081      | CC Sud Retz Atlantique | 63,32            | 4 769 (2022)                      | 75                 | modifier les données · modifier les données |
| La Limouzinière                                      | 44083      | CC de Grand Lieu       | 29,54            | 2 468 (2022)                      | 84                 | modifier les données · modifier les données |
| Montbert                                             | 44102      | CC de Grand Lieu       | 28,24            | 3 346 (2022)                      | 118                | modifier les données · modifier les données |
| Pont-Saint-Martin                                    | 44130      | CC de Grand Lieu       | 21,88            | 6 942 (2022)                      | 317                | modifier les données · modifier les données |
| Saint-Colomban                                       | 44155      | CC de Grand Lieu       | 35,72            | 3 499 (2022)                      | 98                 | modifier les données · modifier les données |
| Saint-Lumine-de-Coutais                              | 44174      | CC de Grand Lieu       | 17,64            | 2 390 (2022)                      | 135                | modifier les données · modifier les données |
| Touvois                                              | 44206      | CC Sud Retz Atlantique | 39,21            | 1 936 (2022)                      | 49                 | modifier les données · modifier les données |
| Canton de Saint-Philbert-de-Grand-Lieu               | 4428       |                        | 412,89           | 51 951 (2022)                     | 126                | modifier les données                        |

## Démographie

### Démographie avant 2015
| 1962  | 1968  | 1975  | 1982   | 1990   | 1999   | 2006   | 2011   | 2012   |
| ----- | ----- | ----- | ------ | ------ | ------ | ------ | ------ | ------ |
| 9 044 | 9 335 | 9 950 | 11 667 | 13 774 | 15 871 | 18 694 | 20 600 | 20 989 |

### Démographie depuis 2015
En 2022, le canton comptait 51 951 habitants, en évolution de +8,93 % par rapport à 2016 (Loire-Atlantique : +6,68 %, France hors Mayotte : +2,11 %).
| 2013   | 2018   | 2022   |
| ------ | ------ | ------ |
| 46 217 | 48 903 | 51 951 |